# Muskelpanzer

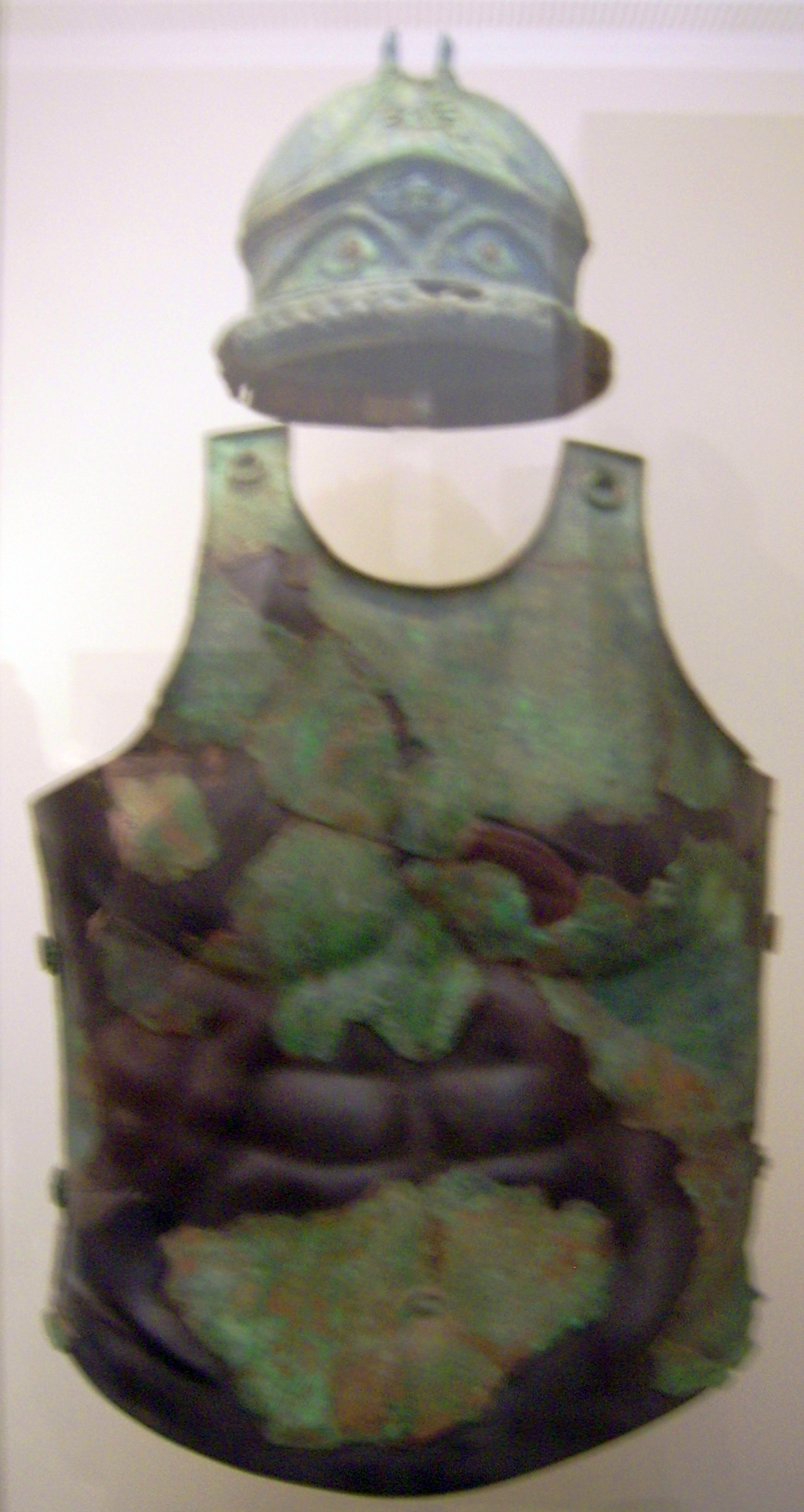
Muskelpanzer aus der Antikensammlung Berlin/Altes Museum

Der Muskelpanzer ist eine aus Bronze geschmiedete Rüstung für den Rumpf, deren Oberfläche einem nackten, muskulösen Körper nachgebildet ist.

## Beschreibung
Der Muskelpanzer entstand im antiken Griechenland als Abwandlung des von Hopliten getragenen Glockenpanzers. Er erweckte den Anschein, der Träger ginge mit bloßem Oberkörper ins Gefecht, und stellte zugleich einen idealisierten Körperbau zur Schau. Damit war er in besonderer Weise zu Repräsentationszwecken geeignet, wohingegen seine Schutzeigenschaften minderwertig waren.
In römischer Zeit wurde der Muskelpanzer mit Elementen des Klappenpanzers kombiniert und mit symbolischen und mythologischen Darstellungen angereichert (fast immer ein Gorgonenhaupt). In dieser Form war er das Statussymbol der adeligen Stabsoffiziere. Vermutlich waren die Ornamente mit verschiedenen Buntmetallen belegt und prächtig herausgestellt.
Darstellungen der römischen Kaiser zeigen diese typischerweise in oft reich ornamentierten Muskelpanzern. Durch den zu ihrer Zeit unglaublich hohen Preis blieben diese Panzer meist dem Adel oder hohen Offizieren vorbehalten. Die Muskelpanzer wurden zumeist mit einem Untergewand aus Leder oder gefüttertem Stoff getragen, da das Gewicht des Panzers sonst die Haut innerhalb kurzer Zeit wundgescheuert hätte.